# Frydrychów (Paczków)
Frydrychów (deutsch Friedrichseck, vormals Bettlerdorf, 1945–2006 Miechowice) ist ein Ort in der Stadt- und Landgemeinde Paczków (Patschkau) im Powiat Nyski der Woiwodschaft Opole in Polen.

## Geographie
Frydrychów liegt an der Grenze zur Tschechien, etwa zehn Kilometer östlich von Paczków, 15 Kilometer südwestlich von Nysa (Neisse) und 70 Kilometer südwestlich von Opole (Opole) am Südufer des Ottmachauer Stausees. Durch den Ort verläuft die Landesstraße Droga krajowa 46.
Nachbarorte sind im Nordosten die Stadt Otmuchów (Ottmachau), Ścibórz (Stübendorf) und Trzeboszowice (Schwammelwitz) im Südwesten und Meszno (Mösen) im Süden.

## Geschichte

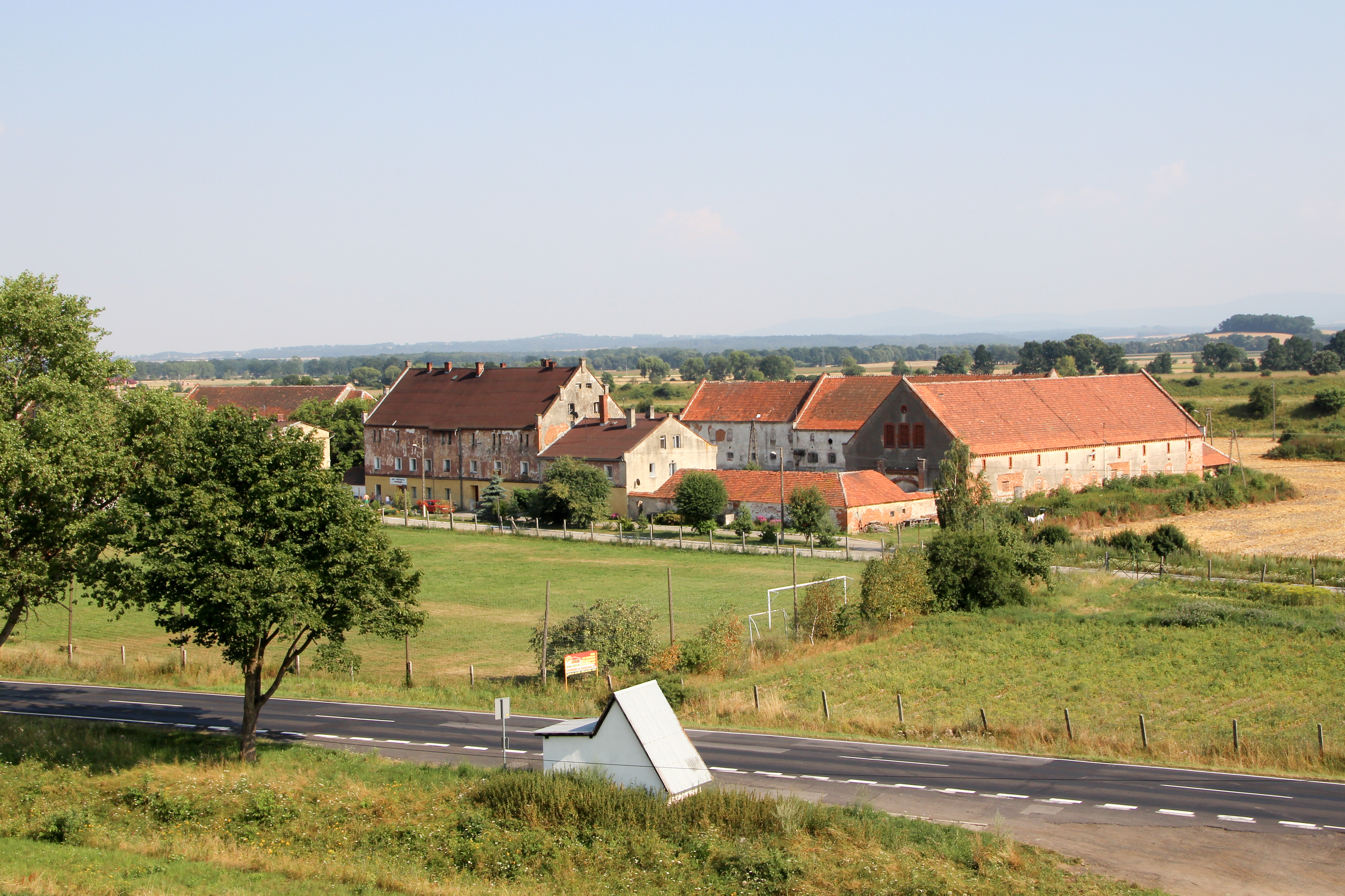
Ortsansicht

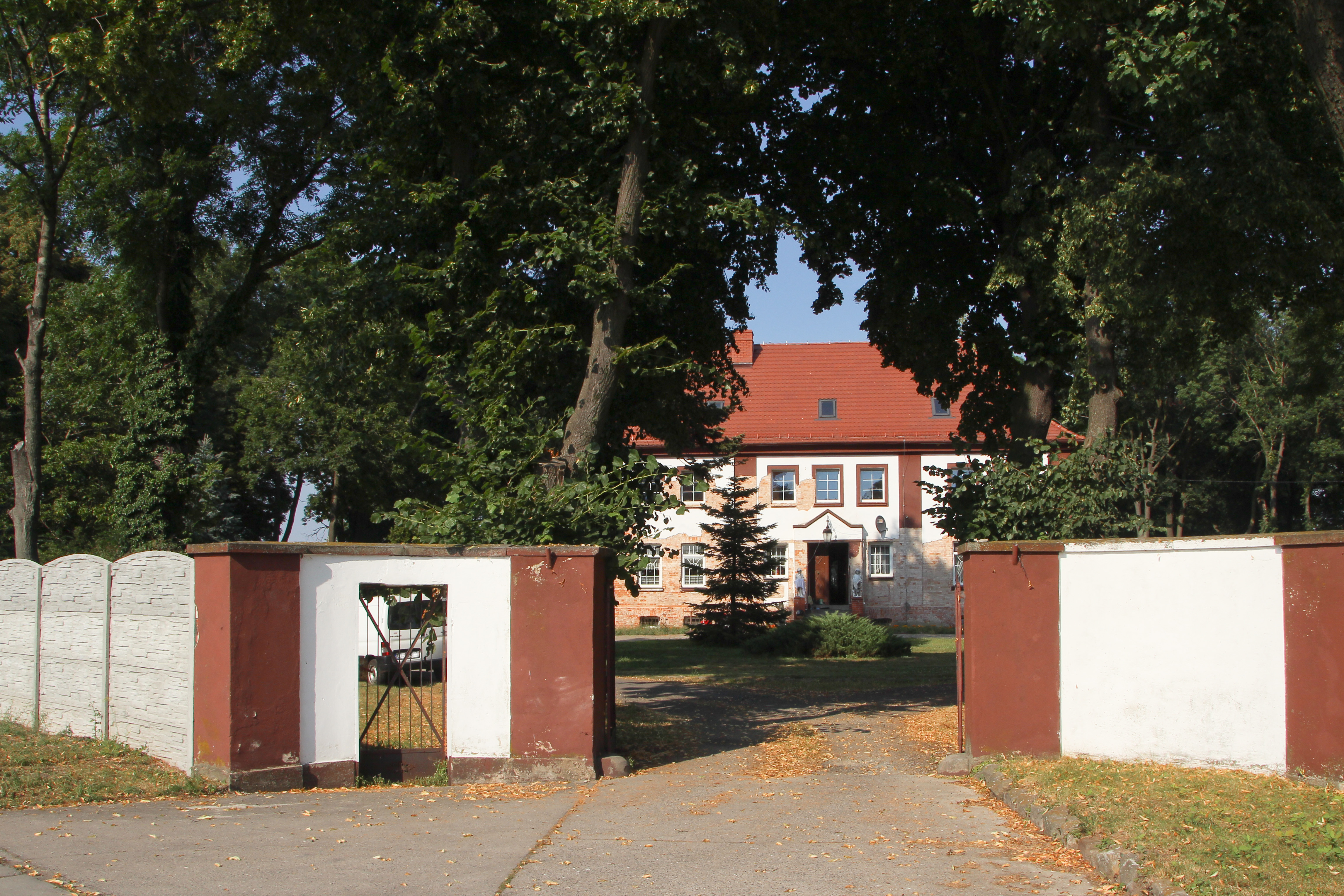
Schloss Friedrichseck

Das spätere Friedrichseck wurde erstmals um das Jahr 1300 im Breslauer Zehntregister Liber fundationis episcopatus Vratislaviensis als „Betleri villa“ (Bettlerdorf) urkundlich erwähnt. Es gehörte von Anfang an zum Fürstentum Neisse, in dem ab 1290 die Bistum Breslauer Bischöfe neben der geistlichen auch die weltliche Macht ausübten. 1342 war es zusammen mit dem Fürstentum Neisse unter Bischof Preczlaw von Pogarell als ein Lehen an die Krone Böhmen gelangt. 
Nach dem Ersten Schlesischen Krieg 1742 fiel Bettlerdorf, das zugleich in „Friedrichseck“ umbenannt wurde, mit dem größten Teil Schlesiens an Preußen.
Nach der Säkularisation des Fürstentums Neisse 1810 wurde die weltliche Herrschaft der Breslauer Bischöfe beendet. Mit der Neugliederung Schlesiens 1813 wurde Friedrichseck, das bis dahin zum Regierungsbezirk Breslau gehörte, dem Regierungsbezirk Oppeln eingegliedert. Ab 1816 gehörte es zum Landkreis Neisse, mit dem es bis 1934 verbunden blieb. 1821 schenkte der preußische König Friedrich Wilhelm III. das Rittergut Friedrichseck zusammen mit der Herrschaft Ottmachau seinem Minister Wilhelm von Humboldt. 1845 bestanden im Dorf ein Wirtshaus, eine Ziegelei sowie 17 weitere Häuser. Im gleichen Jahr lebten in Friedrichseck 130 Menschen, davon sieben evangelisch. 1855 lebten 120 Menschen in Friedrichseck. 1865 bestand das Dorf Friedrichseck aus einem Rittergut mit sechs Gärtnerstellen, fünf Häuslerstellen, einem Schmied und einem Stellmacher. Pfarrort war Rathmannsdorf. Ab 1874 gehörte die Landgemeinde Friedrichseck zum Amtsbezirk Rathmannsdorf. 1881 wurde im Ort eine Schule eingerichtet. 1885 zählte Friedrichseck 97 Einwohner.
1925 lebten in Friedrichseck 227 Menschen. 1933 entstand nördlich von Friedrichseck der Ottmachauer Stausee. Am 1. April 1935 wurde Friedrichseck in die Stadt Otmuchów eingemeindet und wurde somit Teil des Landkreises Grottkau, mit dem es bis 1945 verbunden blieb.
Als Folge des Zweiten Weltkriegs fiel das bis dahin deutsche Friedrichseck unter polnische Verwaltung, wurde in Miechowice umbenannt und der Woiwodschaft Schlesien angeschlossen. 1950 wurde es in die Woiwodschaft Oppeln eingegliedert. Seit 1999 gehört es zum Powiat Nyski. Nachdem sich bei den Bewohnern der Ortsname Frydrychów eingebürgert hatte, wurde Miechowice 2006 amtlich in Frydrychów umbenannt. Es war zunächst ein Ortsteil von Ścibórz (Stübendorf). 2008 wurde es zu einem eigenständigen Schulzenamt erhoben.

## Sehenswürdigkeiten
- Das neubarocke Schloss Friedrichseck (Dwór Frydrychów) wurde zwischen 1910 und 1920 an der Stelle des vormaligen Schlosses der Familie Humboldt erbaut. Das zweigeschossige Gebäude mit Walmdach auf rechteckigen Grundriss besitzt eine siebenachsige Fassade am Haupteingang sowie einen dreieckigen Giebel über dem Hauptportal.[8]
- Umgeben ist das Schloss von einem 2,2 Hektar großen Landschaftspark.[8] Dieser wurde 1984 unter Denkmalschutz gestellt.[9]
- Hölzernes Wegekreuz